# Screaming Blue Murder: Dedicated to Phil Lynott
| Críticas profissionais | Críticas profissionais |
| Avaliações da crítica  | Avaliações da crítica  |
| Fonte                  | Avaliação              |
| ---------------------- | ---------------------- |
| Allmusic               | [ 1 ]                  |

Screaming Blue Murder: Dedicated to Phil Lynott é um álbum ao vivo lançado pela banda de heavy metal Inglêsa, Blue Murder. este é o terceiro e último lançamento da banda, e foi inicialmente lançado apenas no Japão. Desde então foi relançado no iTunes.

## Lista de faixas
Todas as faixas escritas por John Sykes, exceto onde indicado.
1. "Riot" - 7:16
2. "Cry for Love" - 7:53
3. "Cold Sweat" (Sykes, Phil Lynott) - 3:26
4. "Billy" - 6:45
5. "Save My Love" - 3:36
6. "Jelly Roll" - 4:51
7. "We All Fall Down" - 5:24
8. "Please Don't Leave Me" (Lynott, Sykes) - 7:27
9. "Still of the Night" (David Coverdale, Sykes) - 8:48
10. "Dancing in the Moonlight (It's Caught Me in Its Spotlight)" (Lynott) - 4:39

## Músicos
- John Sykes - vocais, guitarra
- Marco Mendoza - baixo, backing vocals
- Tommy O'Steen - bateria
- Nik Green - teclado